# Terre en transe
Pour plus de détails, voir Fiche technique et Distribution.
Terre en transe (Terra em Transe) est un film brésilien réalisé par Glauber Rocha, sorti en 1967.
En novembre 2015, le film est sélectionné en 5e position dans la liste établie par l'Association brésilienne des critiques de cinéma (Abraccine) des 100 meilleurs films brésiliens de tous les temps.

## Synopsis
L'action se déroule dans un pays imaginaire, l'Eldorado, qui offre, cependant, des similitudes avec le Brésil des années 1960. Au plus fort d'une époque en crise, le poète Paulo Martins est écartelé entre ses aspirations politiques et sa passion artistique. À l'agonie, il évoque, à présent, son parcours. Il a servi deux leaders politiques. L'un, Dom Porfirio Diaz, l'a protégé, utilisant son talent littéraire à des fins de pouvoir.  Pourtant, Paulo Martins le trahit pour rejoindre ses adversaires politiques groupés autour de Don Felipe Vieira, dirigeant populiste et démagogique. Après son élection comme gouverneur, Vieira, confronté à l'inconsistance des promesses faites aux paysans pauvres, finit par utiliser Paulo Martins à des fins policières. Désabusé, le poète se replie sur lui-même et sur ses premières amours avec une fiancée bourgeoise présentée, autrefois, par Dom Porfirio Diaz, commettant une infidélité à l'égard de Sara, militante de l'autre camp... Mais, Sara et ses camarades lui enjoignent et le convainquent de les rallier à nouveau. Il trahit une seconde fois Diaz et de façon plus grave. Ce dernier réussit, cependant, à être couronné. Quant à Paulo Martins, « sa quête conjointe de la "justice et de la beauté" le vouera donc à un destin de déchirure, de trahisons successives de lui-même et de ses amis (et de ses amantes), et finalement à ne pouvoir dépasser l'horreur et le dégoût que dans la mort et le sacrifice. »

## Fiche technique
- Titre : Terre en transe
- Titre original : Terra em Transe
- Réalisation : Glauber Rocha
- Scénario : Glauber Rocha
- Production : Luiz Carlos Barreto, Carlos Diegues, Raymundo Wanderley Reis, Glauber Rocha et Zelito Viana pour Mapa Filmes et Difilm
- Photographie : Luiz Carlos Barreto
- Son : Aluizio Viana
- Montage : Eduardo Escorel
- Décors et costumes : Paulo Gil Soares
- Musique : Sérgio Ricardo, dirigée par Carlos Monteiro de Souza, avec le quartette de Edson Machado
- Pays d'origine :  Brésil
- Langue originale : portugais
- Format : Noir et blanc, 35 mm - Mono
- Genre : Drame
- Durée : 115 minutes
- Tournage : Rio de Janeiro, Duque de Caxias (État de Rio de Janeiro)
- Dates de sortie : 2 mai 1967 au Brésil ; 9 mai 1967 au Festival de Cannes ; 17 janvier 1968 en salles en  France.

## Distribution
- Jardel Filho : Paulo Martins
- Paulo Autran : Dom Porfirio Diaz
- José Lewgoy : Dom Felipe Vieira
- Glauce Rocha : Sara
- Danuza Leão : Silvia
- Hugo Carvana : Alvaro
- Paulo Gracindo : Dom Julio Fuentes

## Récompenses et distinctions
- Léopard d'or au Festival de Locarno
- Sélection officielle en compétition au Festival de Cannes